# Малый Мартан
Малый Мартан — река в России, протекает в Чечне. Левый приток реки Мартан.

## География
Река Малый Мартан берёт начало на склоне горы Еккыркорт. Течёт на северо-восток. Устье реки находится в 44 км по левому берегу реки Мартан. Длина реки составляет 15 км, площадь водосборного бассейна — 43 км².
Система водного объекта: Мартан → Сунжа → Терек → Каспийское море.
На реке расположено село Малый Харсеной.

## Данные водного реестра
По данным государственного водного реестра России относится к Западно-Каспийскому бассейновому округу, водохозяйственный участок реки — Сунжа от истока до города Грозный. Речной бассейн реки — Реки бассейна Каспийского моря междуречья Терека и Волги.
Код объекта в государственном водном реестре — 07020001112108200005734.